# Ibrahim Nasrullayev
Ibrahim Nasrullayev (ryska: Ибрагим Насруллаев), född 18 januari 1999 i Baku, Azerbajdzjan, är en sångare.
Som 13-åring deltog Nasrullayev i en musiktävling i Estland och uppträdde även på turkiska Star TV.[källa behövs]
Nasrullayev flyttade till Sverige 2015 och bodde först i Harads innan han snart flyttade till Boden, i Norrbotten. Han kom på första plats i tv-programmet Talang 2017.
Efter att ha vunnit Talang flyttade Nasrullayev till Stockholm för att utbilda sig på Kulturama. Han fortsatte även verka som sångare. I november 2017 släpptes julskivan Sprid ditt ljus på Sony Music. Runt 2022 flyttade han till Säffle.